# شانه‌موش لامی
شانه‌موش لامی (نام علمی: Ctenomys lami) نام یک گونه از سرده شانه‌موش است.